# Diary of a Madman
Diary of a Madman è il secondo album in studio di Ozzy Osbourne, pubblicato nel 1981 dalla Jet Records.

## Descrizione
A parte il tastierista Don Airey, il lavoro presenta la stessa formazione del precedente Blizzard of Ozz, la quale verrà spezzata, più tardi, dall'uscita del batterista Lee Kerslake e, in particolare, dalla sfortunata morte del chitarrista Randy Rhoads.
Diary of a Madman fu un grande successo e fu certificato tre volte disco di platino negli Stati Uniti. Da questo lavoro sono tratti classici della discografia di Osbourne come Over the Mountain, Flying High Again e Believer. 
Dopo quasi 20 anni dalla sua pubblicazione, Diary of a Madman ha venduto oltre 10.000.000 di copie in tutto il mondo.
Nel giugno del 2017 la rivista Rolling Stone ha collocato l'album alla quindicesima posizione dei 100 migliori album metal di tutti i tempi. Il titolo del disco è un probabile riferimento al racconto omonimo dell'autore russo Nikolaj Vasil'evič Gogol' (in italiano, "Diario di un pazzo", o anche, per riprendere fedelmente la titolazione russa originale, "Memorie di un pazzo").

### Controversie
L'album, oltre al successo, portò anche dei forti litigi, vedendo il bassista Bob Daisley e il batterista Lee Kerslake contro Ozzy e in particolare sua moglie Sharon, la vera manager del gruppo di suo marito. Agli inizi degli anni novanta, Daisley e Kerslake fecero causa a Osbourne per negati diritti d'autore nei loro confronti. Sharon disse che il loro comportamento arrogante incitò suo marito a cancellare i loro nomi dai crediti dei brani. Infine, Daisley e Kerslake ottennero i loro diritti ma non vennero inseriti nelle foto del disco, nelle quali compaiono il bassista Rudy Sarzo e il batterista Tommy Aldridge. Questi ultimi, in realtà, entrarono nella band di Ozzy durante il tour dell'album.
Nella versione del 2002, dopo le battaglie legali, Ozzy ha cancellato le parti strumentali di Kerslake e Daisley. Esse sono state riregistrate dal bassista Robert Trujillo e dal batterista Mike Bordin.

## Tracce
Testi e musiche di Ozzy Osbourne, Randy Rhoads, Bob Daisley e Lee Kerslake, eccetto dove indicato.
LP
Lato A (JET LP 237 A)
1. Over the Mountain – 4:35
2. Flying High Again – 4:44
3. You Can't Kill Rock and Roll – 7:05 (Ozzy Osbourne, Randy Rhoads, Bob Daisley)
4. Believer – 5:19 (Ozzy Osbourne, Randy Rhoads, Bob Daisley)

Lato B (JET LP 237 B)
1. Little Dolls – 5:39
2. Tonight – 5:50
3. S.A.T.O. – 4:01
4. Diary of a Madman – 6:12

CD (EPC 502041-2, 2002)
1. Over the Mountain – 4:31
2. Flying High Again – 4:38
3. You Can't Kill Rock and Roll – 6:46 (Ozzy Osbourne, Randy Rhoads, Bob Daisley)
4. Believer – 5:17 (Ozzy Osbourne, Randy Rhoads, Bob Daisley)
5. Little Dolls – 5:38
6. Tonight – 5:50
7. S.A.T.O. – 4:07
8. Diary of a Madman – 6:14
9. I Don't Know (Live) – 4:56 (Ozzy Osbourne, Randy Rhoads, Bob Daisley)

## Formazione

### Gruppo
- Ozzy Osbourne - voce
- Randy Rhoads - chitarra
- Bob Daisley - basso
- Lee Kerslake - batteria

### Altri musicisti
- Johnny Cook – tastiera (tracce 1, 3, 4)
- Louis Clark – violino (traccia 8)
- Robert Trujillo – basso (riedizione 2002)
- Mike Bordin – batteria (riedizione 2002)

## Classifiche
| Classifica (1981) | Posizione massima |
| ----------------- | ----------------- |
| Regno Unito       | 14                |
| Stati Uniti       | 16                |
| Classifica (1986) | Posizione massima |
| Nuova Zelanda     | 42                |
| Classifica (2022) | Posizione massima |
| Grecia            | 3                 |